# Emiliano Buendía
Emiliano Buendía Stati, född 25 december 1996, är en argentinsk-spansk fotbollsspelare som spelar för Aston Villa. 

## Karriär
Den 8 juni 2018 värvades Buendía av Norwich City, där han skrev på ett fyraårskontrakt.
Den 7 juni 2021 meddelade Aston Villa att de kommit överens med Norwich City om en övergång för Buendía. Övergången slutfördes den 10 juni då Buendía skrev på ett femårskontrakt och övergångssumman blev ett klubbrekord i både Aston Villa och Norwich City.